# Stadtbibliothek Orléans

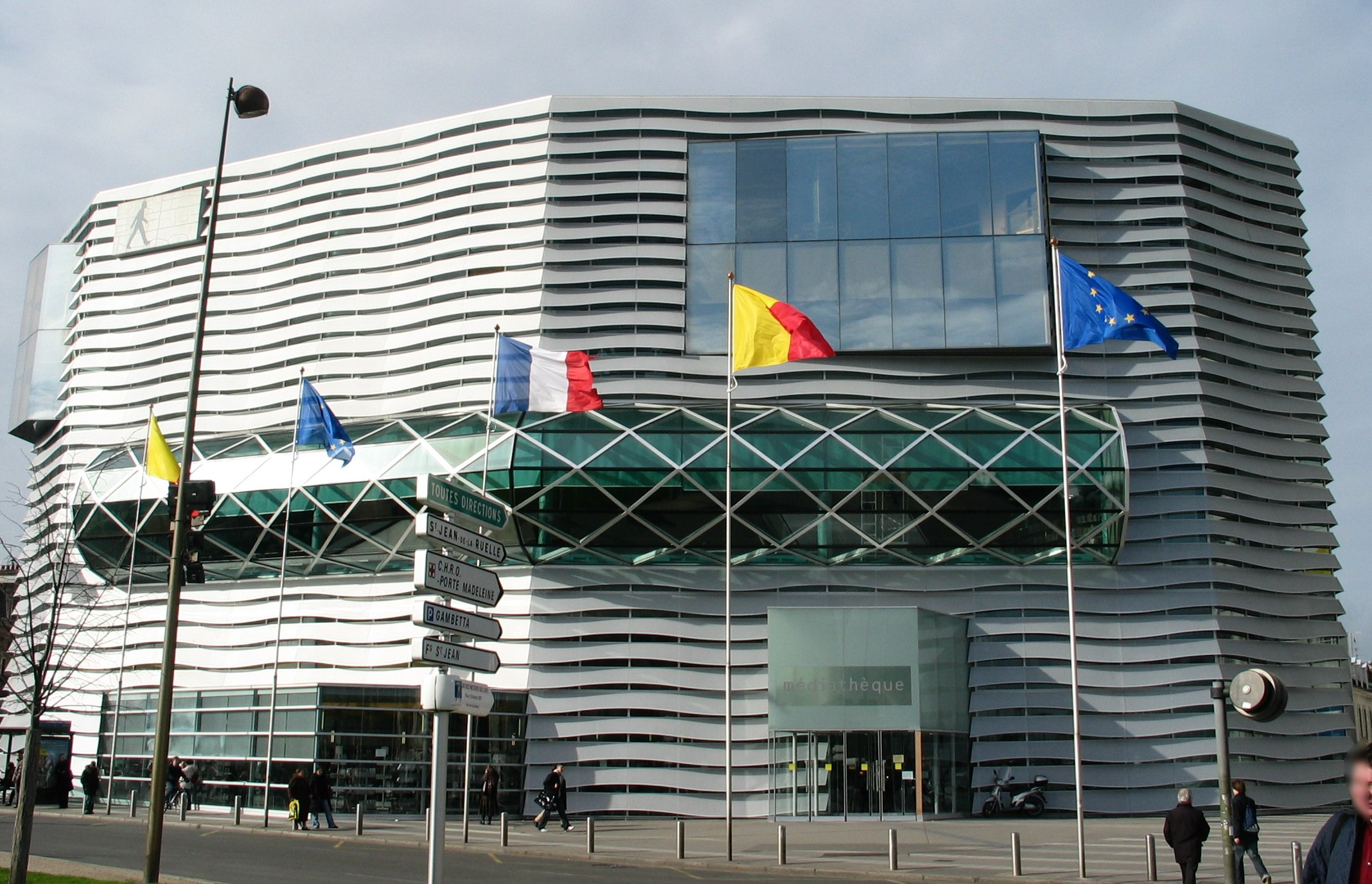
Die 1996 von François Mitterrand eingeweihte Mediathek der Stadtbibliothek Orléans wurde von den Architekten Pierre du Besset und Dominique Lyon entworfen.

Die 1714 gegründete Stadtbibliothek Orléans hat insgesamt 630.000 Medien, wozu auch bis in das 9. Jahrhundert zurückreichende Handschriften aus den Beständen der ehemaligen Abtei Fleury gehören. Die Bibliothek gliedert sich in eine Mediathek, sechs Standorte mit Präsenzbeständen, die sich über das Stadtgebiet von Orléans verteilen, einem Kunstmuseum und mehreren Sammlungen, u. a. zu Jeanne d’Arc und Charles Péguy.

## Geschichte
Die Gründung der Stadtbibliothek wurde ermöglicht durch eine Stiftung des Juraprofessors Guillaume Prousteau von der Universität Orléans, die 4.000 Bände umfasste. Die Stiftung stellte zur Bedingung, dass die Bestände öffentlich zugänglich sein müssen und die Verwaltung durch die Mauriner des Klosters Bonne-Nouvelle in Orléans zu erfolgen habe. Die sehr umfangreiche Stiftungsurkunde legte weitreichend fest, wie die Bibliothek zu organisieren ist. So ist beschrieben, wie die Bestände aufzubewahren, zu vermehren und pflegen sind. Selbst die Öffnungszeiten wurden genau festgelegt. Ziel der Bibliothek, so Prousteau, solle es sein, den armen Schülern weltliche und geistliche Bücher zur Verfügung zu stellen, die sie sich selbst nicht leisten können. Darüber hinaus soll sie aber auch Fremden und allen anderen offenstehen.
1742 gelangten in den Besitz der Stadtbibliothek acht handschriftliche Bände von Robert Hubert, der in der zweiten Hälfte des 17. Jahrhunderts systematisch die Genealogien von insgesamt 950 Familien in der Provinz von Orléans erfasste. Dieses Material wurde später von Charles de Vassal analysiert und 1862 in einem Tabellenwerk zusammengestellt. Auf dieser Basis ließ sich später eine genealogische Datenbank erstellen, die heute auf den Webseiten der Stadtbibliothek zur Verfügung steht.
Die Abtei Fleury wurde 1790 während der Französischen Revolution aufgelöst. Zu diesem Zeitpunkt waren nur noch zehn Mönche im Kloster, die von der einst berühmten Klosterbibliothek einen in den Jahrhunderten zuvor deutlich dezimierten Restbestand verwalteten. Dieser wurde nach der Auflösung zuerst nach Gien verbracht und kurze Zeit später von der Stadtbibliothek in Orléans aufgenommen, bei der 239 Bände ankamen. Hierbei wurde jedoch kurioserweise die Handschrift Miracula Sancti Benedicti übersehen, die im Schrein des St. Benedikt verwahrt war. Diese sollte erst 1906 in Orléans Aufnahme finden.
1820 stellte A. Septier einen Katalog der in der Stadtbibliothek verwahrten Manuskripte auf. Dieser Katalog wies jedoch nicht unerhebliche Lücken auf. 1842 besuchte Guglielmo Libri die Stadtbibliothek in seiner Eigenschaft als Inspecteur des Bibliothèques publiques. Libri fand heraus, dass nicht wenige wertvolle Handschriften im Katalog fehlten und nutzte diese Gelegenheit, um diese unauffällig zu entwenden. Einen Großteil davon verkaufte er später an Lord Ashburnham. Bereits 1848 entstanden Gerüchte über mögliche Diebstähle durch Libri, was diesen zur Flucht nach England veranlasste. Nach dem Tod von Lord Ashburnham verkauften die Erben die von Libri erworbenen Teile an die Laurenziana. Erst nach umfangreichen Recherchen des Bibliothekars Léopold Delisle gelang es, die aus Frankreich stammenden Teile einschließlich der Bestände aus Orléans zurückzukaufen. Sie sind seitdem in der Französischen Nationalbibliothek. Heute sind noch 221 der insgesamt 304 erhaltenen Handschriften der Abtei Fleury in der Stadtbibliothek verwahrt.
Zahlreiche weitere Handschriften und Autographen fanden ihren Weg in die Bibliothek. So gelangten 1905 die handschriftlichen Memoiren des ehemaligen Leiters der Pariser Polizei (lieutenants généraux de police) Jean-Charles-Pierre Lenoir (1732–1807) mit umfangreichem historischen Material aus der Zeit des Ancien Régime und später unter Napoléon Bonaparte in den Besitz der Bibliothek. 1909 stiftete Paul Guillon seine Sammlung mit Unterlagen und Plänen zur Navigation auf der Loire aus dem 18. bis 20. Jahrhundert der Bibliothek. Die auf das 16. Jahrhundert zurückgehende 300 Bände umfassende Bibliothek der Vereinigung deutscher Studenten (La Natione Germanique) der Universität Orléans wurde ebenfalls übernommen.